# Paul Konchesky
Paul Konchesky (Barking, 15 mei 1981) is een Engels voormalig profvoetballer die bij voorkeur als linksback speelde. Konchesky debuteerde in 2003 in het Engels voetbalelftal.

## Carrière
Konchesky (zoon van Lex) debuteerde in 1997 als zestienjarige in het eerste van Charlton Athletic, tegen Oxford United. Daarna verbrak Jonjo Shelvey het record als jongste debutant bij de club. Voor Charlton Athletic spoeelde hij 149 competitiewedstrijden. Hij bleef acht seizoenen bij The Addicks, waarvan hij er in 2003 op huurbasis bij Tottenham Hotspur doorbracht.
Konchesky tekende in 2005 een contract bij West Ham United. Daar groeide hij uit tot een stabiele linkervleugelverdediger. Dit leverde hem twee jaar later een transfer op naar Fulham.
Net na de start van het seizoen 2010-2011 verkaste Konchesky van Fulham naar Liverpool, waar hij een contract voor vier seizoenen ondertekende. De Engelsman moest met Fábio Aurélio uitmaken wie de linksback in het elftal van Roy Hodgson werd. In januari 2011 viel Konchesky uit de gratie na de komst van de nieuwe hoofdtrainer Kenny Dalglish. Liverpool verhuurde hem op 31 januari aan Nottingham Forest. Daarvoor maakte hij op 1 februari zijn debuut tijdens een 2-1-overwinning uit bij Coventry City. Op 22 februari 2011 scoorde Konchesky de gelijkmaker thuis tegen Preston North End. Zijn laatste wedstrijd voor Forest was op 30 april 2011, een 5-1-overwinning op Scunthorpe United.
Konchesky tekende op 13 juli 2011 bij Leicester City. Hiermee werd hij in 2014 kampioen in de Championship, waarna hij zich het jaar erna met de ploeg veilig speelde in de Premier League. Leicester verhuurde Konchesky gedurende het seizoen 2015/16 aan Queens Park Rangers, dat het seizoen ervoor juist wel naar de Championship degradeerde.
Hij speelde nog voor Gillingham, Billericay Town en East Thurrock United voor hij in 2018 zijn loopbaan beëindigde.

## Nationaal team
Konchesky speelde twee interlands voor het Engelse nationale team. Hij debuteerde op 14 februari 2003, tegen Australië.

## Statistieken
| seizoen | club                  | land     | competitie     | wed. | goals |
| ------- | --------------------- | -------- | -------------- | ---- | ----- |
| 1997/98 | Charlton Athletic     | Engeland | League One     | 3    | 0     |
| 1998/99 | Charlton Athletic     | Engeland | Premiership    | 2    | 0     |
| 1999/00 | Charlton Athletic     | Engeland | Championship   | 8    | 0     |
| 2000/01 | Charlton Athletic     | Engeland | Premiership    | 23   | 0     |
| 2001/02 | Charlton Athletic     | Engeland | Premiership    | 34   | 1     |
| 2002/03 | Charlton Athletic     | Engeland | Premiership    | 30   | 3     |
| 2003/04 | Charlton Athletic     | Engeland | Premiership    | 21   | 0     |
| 2003/04 | → Tottenham Hotspur   | Engeland | Premiership    | 12   | 0     |
| 2004/05 | Charlton Athletic     | Engeland | Premiership    | 28   | 1     |
| 2005/06 | West Ham United       | Engeland | Premiership    | 37   | 1     |
| 2006/07 | West Ham United       | Engeland | Premiership    | 22   | 0     |
| 2007/08 | Fulham                | Engeland | Premier League | 33   | 0     |
| 2008/09 | Fulham                | Engeland | Premier League | 36   | 1     |
| 2009/10 | Fulham                | Engeland | Premier League | 27   | 1     |
| 2010/11 | Fulham                | Engeland | Premier League | 1    | 0     |
| 2010/11 | Liverpool             | Engeland | Premier League | 15   | 0     |
| 2010/11 | → Nottingham Forest   | Engeland | Championship   | 15   | 1     |
| 2011/12 | Leicester City        | Engeland | Championship   | 42   | 2     |
| 2012/13 | Leicester City        | Engeland | Championship   | 39   | 1     |
| 2013/14 | Leicester City        | Engeland | Championship   | 31   | 1     |
| 2014/15 | Leicester City        | Engeland | Premier League | 26   | 1     |
| 2015/16 | → Queens Park Rangers | Engeland | Championship   | 0    | 0     |
| Totaal  |                       |          |                | 485  | 14    |

## Erelijst

### MetLeicester City
| Nationaal             |    |         |
| Kampioen Championship | 1x | 2013/14 |